# 全肾
全肾（英語：holonephros），是圆口纲和蚓螈目动物的幼体体内的肾脏。全肾发育自整个生肾组织，通常结构简单，每段只有一个肾小管。